# 오대산
오대산(五臺山, Odaesan Mt.)은 대한민국 강원특별자치도 강릉시와 평창군 및 홍천군 경계에 있는 높이 1,563m의 산이다. 1975년에 국립공원으로 지정되었다. 기암들의 모습이 금강산을 보는 듯하다고 해서 소금강, 또 학의 날개를 펴는 형상을 했다고 해서 일명 청학산이라고도 불린다. 조선 후기에는 실록을 보관하는 사고(史庫)도 설치되어 오늘날에도 건물은 보존되어 있다.

## 지리
한반도의 중동부, 태백산과 차령산맥이 교차하는 지점에 위치하고 있다. 우리 고유의 지리 인식에서 비롯된 산줄기 개념으로 볼 때는 백두대간(白頭大幹, 백두산에서부터 지리산까지 뻗은 산줄기)의 중간에 위치하고 있으며 또한 휴전선 남쪽의 강원도를 흐르는 백두대간의 중간 지점인 설악산과 태백산 사이에 자리잡고 있다. 다만 백두대간의 분수계는 오대산 주봉이 아닌 오대산 북동부의 두로봉(1422 m)을 지나간다.

## 역사
오대산은 643년 자장율사가 본격적으로 불교 성지로 정한 이래, 한국 불교에서 매우 신성한 산악지대로 여겨져 왔다. 자장율사는 중국의 오대산을 순례하던 중 문수보살을 친견하는 계시를 받았고, 그 보살로부터 조선에도 유사한 지형의 오대 봉우리가 존재한다는 말을 듣고 그곳에 문수보살이 상주할 것이라는 계시를 받았다.
귀국 후 자장은 지리적 유사성에 따라 현재의 오대산이 그 장소임을 확인하고, 오대산 중심 계곡에 월정사를 창건하였으며, 643년에는 비로봉 남사면 중턱에 석가모니 부처의 사리를 봉안하였다. 이로써 오대산은 문수보살의 도량(道場)으로 자리매김하게 되었다.
조선시대 4대 사고(史庫) 중 하나인 왕실 기록 보관소가 오대산 중심부, 월정사 북쪽에 위치해 있다. 이 사고는 1606년에 창건되어 조선왕조실록과 의궤 등 왕실의 귀중한 기록을 보관하기 위해 설립되었으며, 일본의 침략에도 불타지 않고 남은 유일한 사고이다. 오대산의 이 장소는 전통적으로 화재, 풍수, 수해에도 견딜 수 있는 길지로 여겨졌다. 일제강점기인 1922년 이 사고에 보관되어 있던 많은 문헌과 유물들이 일본 도쿄제국대학(現 도쿄대학교)으로 이관되었고, 이후 황실청에 보관되었다.
이들 중 일부는 1927년 간토 대지진 때 소실되었고, 2010년 8월 일본의 간 나오토 총리는 한일병합 100주년을 기념하여 잔존 유물과 문헌을 반환하겠다고 발표하였다. 이에 따라 2011년 12월 의궤 150책을 포함한 총 1,200책이 한국으로 반환되었고, 국립고궁박물관에서 전시된 후 서울대학교 규장각에 보관되었다.
1964년 오대산에서 자생하는 식물인 붓꽃 아이리스 오대산엔시스(Iris odaesanensis)가 처음으로 발견되어 산의 이름을 따 명명되었다.
오대산의 외진 지역에는 한국에서 보기 드문 3개의 이탄 고층습원이 분포하고 있으며, 총면적은 약 2,300㎡에 불과하다. 이 습원은 생태적 희귀성을 인정받아 2008년 10월 13일 국제 람사르 협약에 따라 "오대산 국립공원 습지"로 지정되었으며, 현재는 생태계 보호를 위해 일반인의 출입이 제한되어 있다.

## 지질
오대산은 경기 육괴의 한가운데에 위치하여 대부분 선캄브리아기의 혼성 호상 편마암으로 구성되고 진고개 동쪽 지역에는 중생대 쥐라기에 관입한 화강암이 분포하며 일부 지역에는 복운모 화강암이 분포한다. 오대산 지역의 혼성 호상 편마암은 주로 미그마타이트질 편마암이며 흑운모와 백운모가 엽리를 형성한다. 백운모가 규선석으로 교대된 곳도 있어 높은 변성도를 지시한다.
오대산의 편마암

## 같이 보기
- 한국의 산
- 월정사
- 상원사
- 소금강
- 오대산 지진
- 경기 지괴
- 평창군의 지질
- 홍천군의 지질
- 강릉시의 지질